# Deanna Troi
Deanna Troi es un personaje ficticio de la serie Star Trek: La Nueva Generación que se desempeña como Consejera de la Nave USS Enterprise. El personaje es interpretado por la actriz Marina Sirtis. 

## Biografía
Deanna Troi nació el 29 de marzo de 2336, cerca del lago de El-Nar, en el planeta Betazed. Su madre es la embajadora de Betazed, Lwaxana Troi y su padre humano, oficial de la Flota Estelar, teniente Ian Andrew, ya fallecido, esto la hace mitad humana y mitad betazoide lo que le permite poseer ciertas habilidades telepáticas parciales y es una empática poderosa. También tuvo una hermana que murió y cuya existencia no supo hasta ser ella una adulta. Como parte de la cultura aristocrática betazoide, Deanna tiene el apellido de su madre, Troi, en lugar del apellido de su padre, Andrew.
A pesar de que Deanna Troi tiene poca exposición a la cultura del planeta Tierra, asistió a la Academia de la Flota desde 2355 hasta 2359, así como a la Universidad de Betazed obteniendo la licenciatura en psicología. 
Con el paso del tiempo, su rango aumenta de Teniente Comandante a Comandante. Cuando la Enterprise-D fue destruida, ella se convirtió luego en miembro de la tripulación de la Enterprise-E. Durante esa estancia ella, de vez en cuando, se va a la Tierra para ayudar a Reginald Barclay, su paciente favorito y encargado de llevar a la Voyager a casa. En la película Star Trek: némesis, Deanna Troi se casa con William Riker y se traslada al USS Titan con él.
Más tarde se retira y tiene con Riker un hijo y una hija.